# Кратко слънце
„Кратко слънце“ е български игрален филм (драма) от 1979 година на режисьора Людмил Кирков, по сценарий на Станислав Стратиев. Оператор е Георги Русинов. Музиката във филма е композирана от Борис Карадимчев.

## Сюжет
Сашко и Таня са двама влюбени, които искат да отидат на почивка на море. За да спечели пари, Сашо започва работа в бригада, която копае кладенец в двора на вилата на началника Крумов. Работниците случайно откриват останки от човешки скелети, калаен пръстен и няколко копчета, най-вероятно принадлежали на участници в Септемврийското въстание от 1923 г. За да не се получат усложнения, всички решават да мълчат. Сашко обаче решава да наруши мълчанието си и да каже истината, за което заплаща с живота си.
След излизането си филмът е подложен на критика във вестник „Литературен фронт“ и прожекциите са спрени.

## Актьорски състав
- Вихър Стойчев – Сашко
- Росица Петрова – Таня
- Антон Горчев – Антон
- Никола Тодев – Бай Ламбо
- Павел Поппандов – Ванката
- Георги Кишкилов – Крумов
- Кирил Господинов – Гечев
- Любомир Младенов – Пежото
- з. а. Пенка Икономова – Бабата
- Катя Чукова – Крумова
- Георги Апостолов – Стареца
- Веселана Манафова – Старицата
- Георги Георгиев – Гочето
- Антон Маринов
- Кирил Върбанов
- Катя Георгиева
- Божидара Цекова
- Николай Узунов